# 1841 Masaryk
1841 Masaryk è un asteroide della fascia principale del diametro medio di circa 46,07 km. Scoperto nel 1971, presenta un'orbita caratterizzata da un semiasse maggiore pari a 3,4346791 UA e da un'eccentricità di 0,0939277, inclinata di 2,62476° rispetto all'eclittica.
L'asteroide è dedicato al fondatore e primo presidente della Cecoslovacchia, Tomáš Masaryk.